# 神田堀川
神田堀川（かんだぼりかわ）は、山梨県富士吉田市を流れる川で、宮川の支流である。富士山の北から流れ出て、山のすそ野と吉田の盆地を流れる。一級水系相模川水系に属する一級河川。一級河川に指定されるのは1.85キロメートルだが、河道は10キロメートル近くある。

## 流路
富士山北麓を刻む谷を通って北北東にまっすぐ流れ、国道139号（富士パノラマライン）の手前で富士吉田の市街に入る。富士山駅のすぐ西を流れ、富士吉田市松山で宮川に合流する。ふだんの流量は少なく涸れ川になっていることがあるが、雪溶けの季節と雨のときには速い流れで水が下る。

## 参考文献

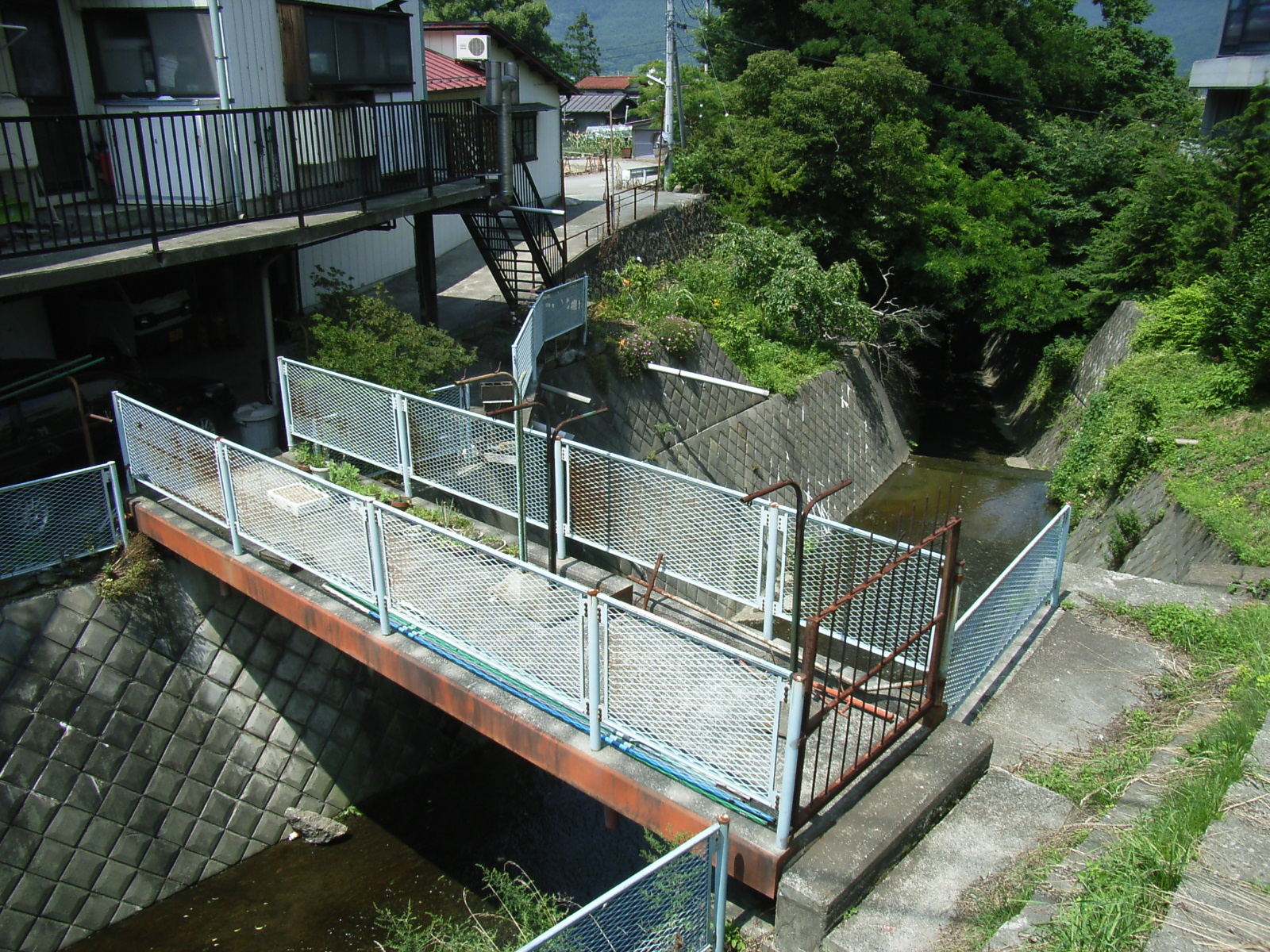
夏の神田堀川（2005年8月）